# Eospalax smithii
Eospalax smithii — вид мишоподібних гризунів родини сліпакові (Spalacidae). Вид є ендеміком Китаю, зустрічається у провінціях Ганьсу, Шаньсі, Сичуань. Населяє степи, поля, луки. Народжує двічі на рік по 2-9 дитинчат.